# 波木星龍
波木 星龍（なみき せいりゅう）は、作詞家。著作家。占星術研究家。手相家。占星術家。古代文明研究家。「正統占い教室」主宰。

## 略歴
北海道室蘭市生まれ。札幌市白石区で占い教室を主宰（2023年3月現在）

## 人物
東西の占術書を読破し、その該博な知識と、プロ占術家として培ってきた豊富なデータベースをもとに、各種占術に「波木流」の新たな地平を生み出してきた風雲児。事業に失敗し北海道に逃れた父と、病身の母との間に生まれ、雨漏りする家で幼少期を過ごす。幼くして「人間の運命」に興味を抱き、10歳にして占い師になることを決意し、母親の不慮の死を転機として実占をはじめて40年になる。ライブドア・ブログ「この一言で救われる」では、ほぼ毎日のように占いの新たな情報を発信している。主宰する「正統占い教室」からは鮫島礼子など異色・鬼才の占い師を多数輩出している。15歳から本格的な研究に入り、24歳からプロ占い師としてスタートを切る。ホロスコープ・四柱推命・易占・タロット・手相・人相・風水・紫微斗数・測字占法・梅花心易など古今東西のあらゆる占術に精通している。

## 受賞歴
- 毎日新聞社主催北海道作詞大賞受賞（日刊スポーツ新聞北海道本社歌詞募集入選作・別ペンネーム）

「流氷の愛」（補作詞 星野哲郎、歌唱北島三郎・1980年6月発売）
- ムーミステリー大賞優秀賞受賞「古代文明の秘められた真実」（別ペンネーム）

## 著書
- 『占星学秘密教本』(魔女の家ブックス)
- 『波木流風水幸運の法則』（三心堂出版社）
- 『実際手相鑑定密義』（ホルス企画）
- 『心易占い開運秘法』（明窓出版）
- 『古代エジプト守護神占星術』（アルマット/国際語学社）2012年11月21日、ISBN 9784877316518
- 『江戸JAPAN極秘手相術　超入門から極秘伝まで一挙公開』（八幡書店）2014年4月21日、ISBN 9784893507365ｃ0076
- 『実際手相鑑定密義-復刻版』（八幡書店）2015年3月12日、ISBN 9784893507419ｃ0076
- 『四柱推命の謎と真実』（八幡書店）2015年7月3日、ISBN 9784893507488ｃ0076
- 『神占開運暦』（八幡書店）2015年11月25日、ISBN 9784893507556ｃ0076
- 『この占いがすごい！神聖開運占術大全2017年度版』（八幡書店）2016年11月30日、ISBN 9784893507709ｃ0076
- 『この占いがすごい！神聖開運占術大全2018年度版』（八幡書店）2017年12月29日、ISBN 9784893507853ｃ0076
- 『全身観相術の神秘　人体の細部に宿る運命予知の法則』（八幡書店）2021年8月12日、ISBN 9784893508485ｃ0014
- 『結婚占星学の奥義』（八幡書店）2023年12月12日、ISBN-13 978-4893508959
- 『こっそり妄想神社にお参りしなさい　お金・恋愛・幸せ・成功を引き寄せる　あなたの未来を書きかえる究極の裏ワザ!!』（八幡書店）2024年5月9日、ISBN-13 978-4875656654

## 過去連載誌・一部
- 『北海道ウォーカー』「北海道動物占い」
- 『co-op NAVI』（コープ出版）
- 『AFCプレミアムプレス』「風水易占い」（朝日新聞社）
- 『co-op NAVI』（コープ出版）

## ブログ
- 波木星龍この一言で救われる - 占いブログ

## 動画
- ウワサの有名人、ヒミツの占い -YouTube
- 波木星龍ドキドキ占い　星龍＆みわ -YouTube
- JCOM 札幌人図鑑 波木星龍さん 運命アドバイザー -J:COM
- 波木流占い講座 with 藤野真帆 -YouTube